# Kőris-patak
Kőris-patak är ett vattendrag i Ungern.   Det ligger i provinsen Vas, i den västra delen av landet, 150 km väster om huvudstaden Budapest.